# Dan Crenshaw
Daniel Reed Crenshaw (Aberdeen, 14 maart 1984) is een Amerikaans politicus van de Republikeinse Partij en voormalig Navy SEAL. Sinds 3 januari 2019 is hij lid van het Huis van Afgevaardigden namens het 2e congresdistrict van Texas.
Crenshaw diende tien jaar als Navy SEAL bij de United States Navy en werd vijfmaal uitgezonden, onder meer naar Irak, Afghanistan en Zuid-Korea. Hij verloor zijn rechteroog door een geïmproviseerde bom tijdens de Afghaanse Oorlog. Na zijn militaire carrière werd hij assistent van afgevaardigde Pete Sessions en nam hij met succes deel aan de congresverkiezingen van 2018.
In februari 2020 lanceerde Crenshaw de podcast Hold These Truths en in april 2020 publiceerde hij het boek Fortitude: American Resilience in the Era of Outrage.